# Zeki Erkılınç
Zeki Erkılınç (Hengelo, 22 januari 1998) is een Turks-Nederlands voetballer die als aanvaller speelt.

## Carrière
Zeki Erkılınç speelde in de jeugd van FC Twente, wat hem in het seizoen 2017/18 aan Heracles Almelo verhuurde. Hier kwam hij het hele seizoen niet in actie, en zat alleen enkele wedstrijden op de bank. Na dit seizoen maakte hij transfervrij de overstap naar Heracles, waar hij een contract tot 2019 met een optie voor één extra jaar. Hij debuteerde voor Heracles op 21 oktober 2018, in de met 4-1 gewonnen thuiswedstrijd tegen FC Groningen. Erkılınç kwam in de 90e minuut in het veld voor Kristoffer Peterson. In de zomer van 2019 verhuisde hij naar FC Dordrecht, waar hij in het begin van het seizoen 2019/20 vijf keer speelde. In de winterstop vertrok hij transfervrij naar het Duitse VfB Lübeck. Medio 2020 ging hij naar FC Gießen.. Vanaf het seizoen 2022-2023 speelt hij voor HSC'21 uit Haaksbergen. 

### Statistieken
| Seizoen                      | Club              | Land           | Competitie         | Competitie | Competitie | Beker | Beker | Totaal | Totaal |
| Seizoen                      | Club              | Land           | Competitie         | Wed.       | Dlp.       | Wed.  | Dlp.  | Wed.   | Dlp.   |
| ---------------------------- | ----------------- | -------------- | ------------------ | ---------- | ---------- | ----- | ----- | ------ | ------ |
| 2017/18                      | → Heracles Almelo | Nederland      | Eredivisie         | 0          | 0          | 0     | 0     | 0      | 0      |
| 2018/19                      | Heracles Almelo   | Nederland      | Eredivisie         | 1          | 0          | 0     | 0     | 1      | 0      |
| 2019/20                      | FC Dordrecht      | Nederland      | Eerste divisie     | 5          | 0          | 0     | 0     | 5      | 0      |
| 2019/20                      | VfB Lübeck        | Duitsland      | Regionalliga Nord  | 0          | 0          | 0     | 0     | 0      | 0      |
| 2020/21                      | FC Gießen         | Duitsland      | Regionalliga Südw. | 26         | 2          | 2     | 0     | 28     | 2      |
| Carrièretotaal               | Carrièretotaal    | Carrièretotaal | Carrièretotaal     | 32         | 2          | 2     | 0     | 34     | 2      |
| Bijgewerkt op 8 oktober 2021 |                   |                |                    |            |            |       |       |        |        |